# Now Production
Now Production (ナウプロダクション på japansk, og også kendt som Nowpro) er en japansk computerspilvirksomhed, der udvikler og udgiver computerspil. Virksomheden blev grundlagt i 1986 og begyndte at udvikle forskellige computerspil til andre store japanske virksomheder, såsom Namco, Hudson Soft, Capcom, Taito Corporation, Konami, Sega, og Nintendo.